# Робін Краснікі — Наджиб Мохаммеді
Бій Робін Краснікі — Наджиб Мохаммеді (англ. Robin Krasniqi vs Nadjib Mohammedi) — професійний десятираундовий боксерський поєдинок за титул WBC Silver між 10-м номером рейтингу WBC у напівважкій вазі Робіном Краснікі і Наджибом Мохаммеді. Бій відбувся 5 серпня 2023 року на стадіоні «Фаділь Вокрі» у Приштині (Косово). Робін Краснікі здобув перемогу дискваліфікацією суперника в дев'ятому раунді.

## Передумови
Робін Краснікі (52–7, 20 KO), колишній володар титулів IBO та WBA Interim у напівважкій вазі, народився у Косово, проте переїхав до Німеччини під час Косовської війни. Робін виступає на професійному ринзі з 2005 року. Протягом своєї кар'єри громадянин Німеччини зазнав 7 поразок. 20 квітня 2013 року Краснікі провів єдиний у своїй кар'єрі бій за головний пояс однієї з чотирьох основних боксерських організацій. Поєдинок за титул WBO проти Натана Клеверлі відбувся на Вемблі Арені. Британець здобув перемогу одностайним рішенням (120—108, 120—108, 119—109). Востаннє уродженець Косова виходив на ринг 25 лютого 2023 року, коли здобув перемогу у 5 раунді через відмову суперника від продовження бою. Бій проти Мохаммеді стане першим для німця у Косово.
Наджиб Мохаммеді дебютував у професійному боксі у 2005 році, здолавши одностайним рішенням суддів Магіда Бен Дрісса. У 2014 році здолав українського боксера Анатолія Дудченка і став офіційним претендентом на бій проти Бернарда Гопкінса. У 2015 році зустрівся з російським боксером Сергієм Ковальовим у бою за титули чемпіона світу у напівважкій вазі за версіями IBF (2-й захист Ковальова), WBA Super (2-й захист Ковальова) та WBO (6-й захист Ковальова), але програв йому нокаутом у третьому раунді. Пізніше Мохаммеді сказав, що не зміг продовжити поєдинок через те, що під час одного з ударів Ковальов влучив великим пальцем йому в око. У квітні 2016 року провів бій проти харківського боксера Олександра Гвоздика за вакантний титул NABF у напівважкій вазі, але програв нокаутом у другому раунді. Востаннє французький боксер виходив на ринг 17 грудня 2022 року, коли здолав технічним нокаутом Артема Карасьова.

## Час початку
Боксерське шоу розпочалося о 19:30 за київським часом, а головна подія була затримана на 5 годин.

## Перебіг поєдинку
Бій пройшов з перевагою Наджиба Мохаммеді. Той регулярно атакував суперника і не дозволяв йому контратакувати. Проте, рефері декілька разів зупиняв атаки француза, а у дев'ятому раунді дискваліфікував його через «заборонені удари», що спричинило хвилю невдоволення у медіа.

## Суддівські записки
| Суддя         | Боксер           | 1  | 2  | 3  | 4  | 5  | 6  | 7  | 8  | Загалом |
| ------------- | ---------------- | -- | -- | -- | -- | -- | -- | -- | -- | ------- |
| Флорім Беріша | Робін Краснікі   | 10 | 10 | 10 | 10 | 9  | 10 | 9  | 10 | 78      |
| Флорім Беріша | Наджиб Мохаммеді | 9  | 9  | 10 | 9  | 10 | 8  | 10 | 9  | 74      |
|               |                  |    |    |    |    |    |    |    |    |         |
| Агім Тахірадж | Робін Краснікі   | 10 | 10 | 10 | 10 | 9  | 10 | 9  | 10 | 78      |
| Агім Тахірадж | Наджиб Мохаммеді | 9  | 9  | 9  | 9  | 10 | 8  | 10 | 9  | 73      |
|               |                  |    |    |    |    |    |    |    |    |         |
| Ферід Укшині  | Робін Краснікі   | 10 | 10 | 10 | 10 | 9  | 10 | 9  | 10 | 78      |
| Ферід Укшині  | Наджиб Мохаммеді | 9  | 9  | 10 | 9  | 10 | 8  | 10 | 9  | 74      |
| Джерело:      |                  |    |    |    |    |    |    |    |    |         |